# Blue Moon (série télévisée)
Pour les articles homonymes, voir Blue Moon.
Blue Moon est une série télévisée québécoise en trente épisodes de 44 minutes diffusée entre le 25 janvier 2016 et le 11 janvier 2018 sur le service de vidéo à la demande Club Illico, puis rediffusé à la télévision à partir du 4 janvier 2017 sur AddikTV et en clair à partir du 15 septembre 2017 sur le réseau TVA.
La série a été diffusée à partir du 10 mai 2017 sur TV5 Monde.

## Synopsis
Justine Laurier (Karine Vanasse) hérite de la compagnie de son père décédé, Blue Moon. Elle et sa nouvelle équipe composée de Milan (Éric Bruneau), Bob (Patrice Godin), Chloé (Caroline Dhavernas), Cassandra (Charlotte Aubin), Francis (Alexandre Landry) et Jérémie (Clauter Alexandre) déjouent les plans d'un groupe d'individus sans scrupules qui cachent leurs activités illégales derrière l'écran offert par la «sécurité nationale» et les «secrets d'État».

## Fiche technique
- Réalisation : Yves Christian Fournier (saisons 1 et 2), Rafaël Ouellet (saison 3)
- Scénariste : Luc Dionne
- Société de production : Aetios Productions
- Scripte : France Boudreau (saison 1), Audrey Gauthier (saison 3)
- Directeur artistique : Sylvain Lemaitre (saison 1)
- Décoratrice : Muriel Espic (saison 3)
- Casting de la figuration : Carole Dionne

## Distribution

### Acteurs principaux
- Karine Vanasse : Justine Laurier
- Éric Bruneau : Milan Garnier
- Patrice Godin : Robert « Bob » Ryan
- Charlotte Aubin : Cassandra Boyd
- Isabelle Blais : Évelyne Laurier
- Émile Proulx-Cloutier : Thylan Manceau (principal saisons 2 et 3)
- David La Haye : Vincent Morel (principal saison 3)
- Catherine St-Laurent : Vicky Duclos (principale saison 3)
- Luc Picard : Benoît Lebel (principal saison 1)
- Caroline Dhavernas : Chloé Vincent (principale saisons 1 et 2, flashback saison 3)
- Alexandre Landry : Francis Duff (principal saisons 1 et 2, récurrent 3)
- Clauter Alexandre : Jérémie Langlois (principal saisons 1 et 2, récurrent 3)

### Acteurs récurrents
- Emmanuel Schwartz : François (saisons 1 et 2)
- Richard Robitaille : Denis Beaugrand (saisons 1 et 2)
- Guy Thauvette : Pierre Chicoine (saisons 1 et 2)
- Steve Banner : Alain Brosseau (saisons 1 et 2)
- Dominic Philie : Sylvain Lacoste (saisons 1 et 2)
- Andreas Apergis : Jim Grant (saison 3)
- Hugo Dubé : Martin Wilson (saison 3)
- Jean-Moise Martin : Jean Cummins (saison 3)

### Acteurs secondaires
- Fabien Cloutier : Pierre Sauvageau (saison 1)
- Stéphane Gagnon : Dany Lagarde (saison 1)
- Thomas Beaudoin : Richard « Dick » Séguin (saison 1)
- Pierre Gaudette : Yves Laurier (saisons 1 et 2)
- Jimmy Duperval : Agent Serge Ruel (saisons 1 et 2)
- Sarah Dagenais-Hakim : Diane Lecourt (saisons 1 et 2)
- Mustapha Aramis : Massoud Salamh (saison 2)
- Nora Guerch : Laurence Vinet-Guillot (saison 2)
- Liridon Rashiti : Yanis Mavrakis (saison 2)
- Christine Beaulieu : Louise, femme de M. Beaugrand (saison 2)
- Vincent Bilodeau : Premier Ministre (saisons 2 et 3)
- Michael McNally : Erik Matthew (saison 3)

Apparitions:
- Léa-Marie Cantin : Notaire (saison 1)
- François-Xavier Dufour : Sébastien, le mari d'Évelyne
- Sacha Charles : Félix Dagenais (saison 1)
- Mary-Ann Labelle : Justine Laurier (jeune) (saisons 1 et 3)
- Maxim Gaudette : Benoît Lebel (jeune) (saison 1)
- Fernand Patry : Yves «Bouboule» Larue (saison 1)
- Marianne Farley : Charlotte Viens (saison 1)
- Patrick Goyette : Guillaume Trépanier (saison 1)
- Stéphan Dubeau : Enquêteur Michel Sigouin (saison 1)
- Rebecca Gibian : Martine Laurier (saisons 1 et 3)
- Tarek Bendahmane : William Faisal (saison 2)
- Allen Altman : Rafik Allouache (saison 2)
- Hugo B. Lefort : Normand Latour (saison 2)
- Gabrielle Forcier : Lizette (saison 2)
- Normand Gougeon : Gilles Boiteau (saison 2)
- Maxime Dumontier : Mickaël Loukos (saison 2)
- Sabine Karsenti : Azza Atmani (saison 2)
- Abdelghafour Elaaziz : Dari Bantayeb (saison 2)
- Christophe Lapier : Paul Lajoie (saison 2)
- Serge Houde : Directeur conseil de sécurité (saison 2)
- Danny Blanco-Hall : Don Fletcher (saison 3)
- Emmanuel Charest : Ministre Marc Daigneault (saison 3)
- Joseph Bellerose : Animateur de radio (saison 3)
- Audrey Roger : Daphnée St-Jacques (saison 3)
- Maxime Olivier Potvin : Jules Chénard (saison 3)
- Jason Cavalier : Agent Clayton (saison 3)
- Hershel Andoh : Ravisseur de Cassandra (saison 3)
- Gwendoline Côté : Étudiante (saison 3)

## Production
- Les deux premières saisons ont été tournées en même temps.

La deuxième saison a été mise en ligne le 19 octobre 2016.
Le 19 octobre 2016, la série est renouvelée pour une troisième saison. Elle a été mise en ligne le 11 janvier 2018.
En septembre 2017, les producteurs ont dévoilé que la série a été vendue pour une adaptation américaine.
Le 5 septembre 2018, il est annoncé que la série n'aura pas de quatrième saison.

## Épisodes
Les épisodes, sans titres, sont numérotés de 1 à 30 (dix épisodes par saison).